# نبالة سوداء

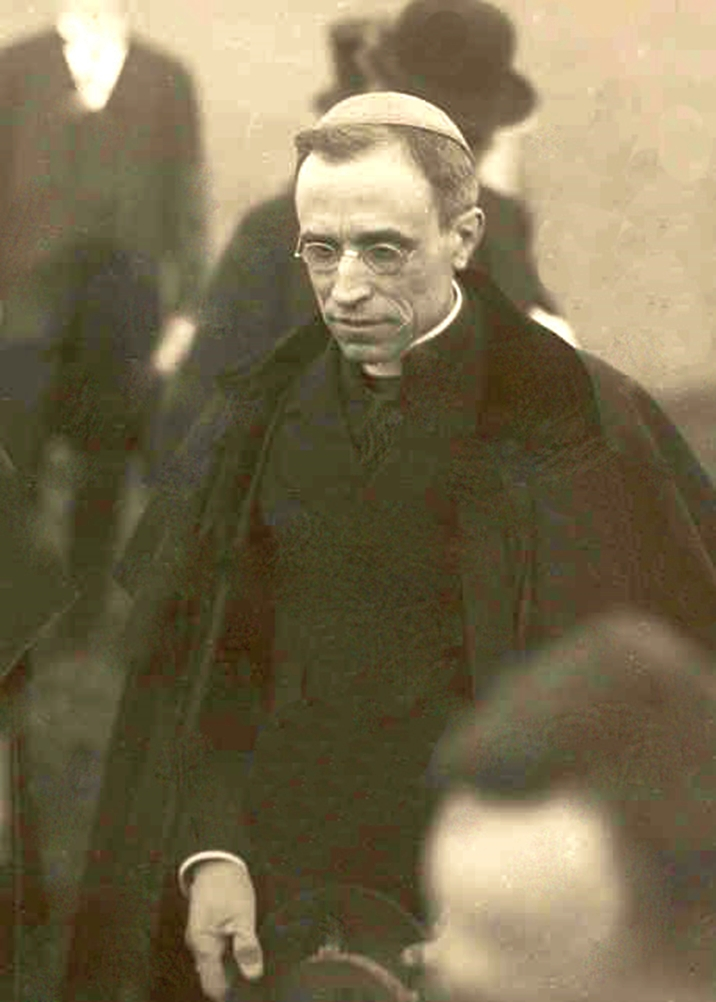

النبالة السوداء أو الأرستقراطية السوداء (باللاتينية: aristocrazìa nera) التي منحتها الفاتيكان للأسر الأرستقراطية من روما والتي وقفت إلى جانب البابا بيوس التاسع خلال فترة الفوضى التي تلت القضاء على الدولة البابوية من قبل المملكة الإيطالية، والتي دعي خلالها البابوات سجناء روما، وهو أصل اسم «النبالة السوداء» إذ إنه منح خلال فترة سوداء من تاريخ الفاتيكان.
من بين العائلات الرومانية التي حصلت على لقب النبالة السوداء كانت آل كولونا، وآل ماسيمو، وآل أورسيني، وآل بورغس، وآل أوديسكالتشي، وآل بونكومباني.
أما اليوم فلقب أمير في دولة الفاتيكان، مفتوح لكل من يقدم خدمات جليلة للكنيسة أو الفاتيكان، وقد أعاد البابا بولس السادس رسم القواعد والقوانين الخاصة بمنح لقب الأمير بمختلف أطيافه عام 1977.